# Скотт, Зак
Закара́йас Скотт (англ. Zacharias Scott; род. 2 июля 1980, Хаику-Паувела, Гавайи) — американский футболист, защитник.

## Карьера
В 1998—2001 годах Скотт обучался в Университете Гонзаги и играл за университетскую футбольную команду.
В 2002 году Скотт присоединился к клубу Первого дивизиона ЮСЛ «Сиэтл Саундерс».
3 октября 2002 года Скотт подписал однолетний контракт с опцией продления ещё на один год с шоубольной командой «Кливленд Форс» из MISL.
21 февраля 2003 года отправился в аренду из «Сиэтл Саундерс» в другую команду MISL «Сан-Диего Сокерз» на оставшуюся часть сезона 2002/03.
После преобразования «Сиэтл Саундерс» во франшизу MLS Скотт был подписан вновь образованным клубом 16 марта 2009 года. 19 марта 2009 года участвовал в дебютном матче «Сиэтл Саундерс» в высшей лиге, в котором был разгромлен «Нью-Йорк Ред Буллз» со счётом 3:0.
14 апреля 2012 года в матче против «Колорадо Рэпидз» забил свой первый гол в MLS, принёсший выигрыш с минимальным счётом.
22 января 2016 года переподписал контракт с клубом на сезон 2016. 7 июля 2016 года продлил контракт до конца плей-офф сезона. 15 сентября 2016 года Зак Скотт объявил о завершении футбольной карьеры по окончании сезона 2016.
1 марта 2017 года «Сиэтл Саундерс» и объединение болельщиков клуба Emerald City Supporters провели для Скотта символический прощальный матч в честь его 15-летней карьеры в организации.

## Достижения
Командные
 «Сиэтл Саундерс» (1994—2008)
- Чемпион Первого дивизиона ЮСЛ[англ.]: 2005, 2007
- Победитель регулярного чемпионата Эй-лиги[англ.]: 2002
- Победитель регулярного чемпионата Первого дивизиона ЮСЛ[англ.]: 2007
- Обладатель Открытого кубка США: 2001

 «Сиэтл Саундерс»
- Чемпион MLS (обладатель Кубка MLS): 2016
- Победитель регулярного чемпионата MLS: 2014
- Обладатель Открытого кубка США: 2009, 2010, 2011, 2014